# Horizons (Algérie)
Pour les articles homonymes, voir Horizon.
Horizons est un quotidien généraliste algérien en langue française. Il est l'un des six titres de la presse publique en Algérie.

## Création
Fondé le 1er octobre 1985, le quotidien portait le nom Horizons 2000. Journal du soir avec l'objectif fixé par le gouvernent algérien de séduire le public jeune, le journal a progressivement mué en adoptant le titre Horizons (sans le 2000), en devenant un journal du matin et en adoptant le format tabloïd.

## Contenu
Les 24 pages du quotidien se partagent entre plusieurs rubriques : Nation, Agenda, Faits Divers, Monde, Turf, Sports ou encore Culture.
Le siège du journal est à Alger. Horizons possède également un bureau régional à Tizi Ouzou.

## Identité visuelle (logo)

logo du quotidien Horizons.

## Tirage
Les derniers chiffres officiels remontent à l'année 2006. Cette année-là, Horizons affichait un tirage de 10 300 exemplaires selon le Ministère de la communication algérien. Ce chiffre le classe en 23e position des tirages de la presse quotidienne algérienne et en 14e position si l'on ne tient compte que des quotidiens francophones généralistes. En outre, il se classe 2e au niveau de la presse publique (derrière El Moudjahid).
En juillet 2007, le quotidien arabophone El Khabar a publié un sondage réalisé par l'institut IMMAR. Ce sondage classe Horizons en 7e position des quotidiens les plus lus de la région du centre du pays et en 10e position au niveau de la région de l'est algérien.